# Waterford (Wisconsin)
Waterford es una villa ubicada en el condado de Racine en el estado estadounidense de Wisconsin. En el Censo de 2010 tenía una población de 5.368 habitantes y una densidad poblacional de 771,63 personas por km².

## Geografía
Waterford se encuentra ubicada en las coordenadas 42°45′58″N 88°13′0″O / 42.76611, -88.21667. Según la Oficina del Censo de los Estados Unidos, Waterford tiene una superficie total de 6.96 km², de la cual 6.69 km² corresponden a tierra firme y (3.8%) 0.26 km² es agua.

## Demografía
Según el censo de 2010, había 5.368 personas residiendo en Waterford. La densidad de población era de 771,63 hab./km². De los 5.368 habitantes, Waterford estaba compuesto por el 97.04% blancos, el 0.45% eran afroamericanos, el 0.19% eran amerindios, el 0.69% eran asiáticos, el 0.02% eran isleños del Pacífico, el 0.61% eran de otras razas y el 1.01% pertenecían a dos o más razas. Del total de la población el 2.96% eran hispanos o latinos de cualquier raza.